# Ascalaphus placidus
Ascalaphus placidus is een insect uit de familie van de vlinderhaften (Ascalaphidae), die tot de orde netvleugeligen (Neuroptera) behoort. 
Ascalaphus placidus is voor het eerst wetenschappelijk beschreven door Gerstäcker in 1894.